# Kim Seob Boninsegni
 (mai 2018).
Si vous disposez d'ouvrages ou d'articles de référence ou si vous connaissez des sites web de qualité traitant du thème abordé ici, merci de compléter l'article en donnant les références utiles à sa vérifiabilité et en les liant à la section « Notes et références ».
Kim Seob Boninsegni, né en 1974 à Séoul, est un artiste suisse et français, d'origine canadienne[incompréhensible] qui vit et travaille à Genève.

## Biographie
Il est diplômé en 2001 de la Haute École d'Art et de Design de Genève et obtient l'année suivante un post-grade Le Pavillon, au Palais de Tokyo à Paris[réf. nécessaire].
Coéditeur du fanzine OBzine, coresponsable de 2006 à 2008 de Forde, espace d’art contemporain à Genève (en collaboration avec Aurélien Gamboni), coorganisateur de diverses expositions (dont The Bright Side of (The) Moon (Forde et Atelier304), Sublime, I & II (Atelier304), Domino Dancing/Ouverture ! (Palais de Tokyo - avec Julia Rometti), Images by HEAD (Forde - avec Daniel Baumann)...), workshops, il est aussi rédacteur de plusieurs textes en lien avec l'art contemporain.

## Expositions

### Expositions personnelles (sélection)
- 2011 : We are coming through in waves, New Jerseyy, Bâle
- 2011 : Prospective Ghosts and some ideas about sampling, Hard Hat, Genève
- 2007 : Even Anti-Heroes need their Mum, Galerie Guy Bärtschi, Genève
- 2005 : Monster Size your Willy avec Céline Peruzzo, Duplex, Genève
- 2002 : Family Tree, avec Balthasar Burkhard, Galerie Blancpain, Genève

### Expositions collectives (sélection)
- 2011 : Voici un dessin suisse (1990-2010), Kunsthaus Aarau
- 2011 : Le Federal à semen-contra, Rotwand Zurich
- 2010 : Of Objects, Fields, and Mirrors, Kunsthaus Glarus
- 2010 : Voici un dessin suisse (1990-2010), Musée Rath, Genève
- 2009 : Bridges and tunnels, curated by New Jerseyy, Hard Hat, Geneva
- 2009 : Top ten allegories, curated by Hard Hat, Francesca Pia Gallery, Zurich
- 2009 : No bees, no blueberries, Harris Lieberman Gallery, New York
- 2008 : The line is a lonely hunter, New Jerseyy, Bâle
- 2008 : In Practice (avec Forde & the ashbirds), Sculpture Center, New York
- 2007 : Swiss Art Awards 2007, Messe Basel, Basel
- 2007 : A christmas show of drawings by boys, Galerie Francesca Pia, Berne
- 2006 : Sublime Part II, Atelier 304, Genève
- 2006 : Bourses Lissignol Chevalier Galland, Centre d'Art Contemporain, Genève
- 2006 : Olivier Genoud, Confer art actuel, Nyon
- 2004 : Metamorph, Biennale d'architecture de Venise, Venise
- 2002 : Video Trafic, AFAA, Sonje Art Center, Séoul
- 2001 : Traversées, Musée d'Art Moderne de la Ville de Paris, Paris
- 2000 : On Board!, Centre pour l'Image Contemporaine, Genève
- 1998 : Andere Sichten, Alternative Spaces, Kunsthaus, Zurich

## Prix
- 2011 : Fondation Irène Reymond[1]
- 2011 : Swiss Award, OFC, Basel
- 2007 : Swiss Award, OFC, Basel
- 2007 : Atelier Schönhauser-Berlin, FCAC, Genève
- 2007 : Atelier du Grütli, avec Pierre Vadi, FMAC, Genève
- 2006 : Prix Lissignol, Genève
- 2003 : Atelier de l'Usine, FMAC, Genève
- 2003 : Prix Kiefer Hablitzel
- 2003 : Atelier Patino, FMAC, Genève
- 2001 : Prix de l’Office Fédéral de la Culture, 9e Biennale de l’Image en Mouvement, Genève

## Publications
- 2011 : Quinn Latimer on Kim Seob Boninsegni, Artforum reviews, été 2011.
- 2008 : Kim Seob Boninsegni, Mining for pearls, publication éditée par le Fonds cantonal d'art contemporain et OBzine, Genève.
- 2006 : OB#4 Exogamie, OBzine, Genève.
- 2002 : Pointligneplan, La Fémis, Paris.